# Motala ström
Motala ström är en älv (eller stor å) i Östergötland. Den rinner från Vättern till Östersjön. 

## Belägenhet
Strömmen börjar i Motala, och rinner österut via sjön Boren och tätorterna Borensberg och Ljungsbro via Ljungssjön ut i sjön Roxen (under denna del av sträckningen är den parallell med Göta kanal). Den fortsätter norrut vid Norsholm via Skärblacka till sjön Glan. Därifrån rinner den österut genom Norrköping och mynnar i Bråviken (Östersjön) vid Loddby. Strömmens totala längd är omkring 100 kilometer räknat från Vättern till Östersjön. Om man räknar längden från Huskvarnaåns källor, och alltså räknar in hela Vättern i längden, kommer man upp i hela 285 km. Det totala avrinningsområdet är 15 481 km², vilket är näst störst i Götaland (störst avrinningsområde har Göta älv). Vid mynningen i Norrköping är medelvattenföringen 92 m³/s. Motala ströms största tillflöden är Svartån och Stångån från söder (bägge mynnar i Roxen) samt Finspångsån från norr (mynnar i Glan).

## Motala ströms bildande
Motala ström bildades för omkring 9 200 år sedan. Det är ovanligt att ett så stort vattendrag bildas så långt efter istiden. Det framgår av de geologiska analyserna, publicerade i den internationella vetenskapliga tidskriften Quaternary, av det man fann under de arkeologiska utgrävningarna vid strömmen i Motala. Landhöjningen medförde att den så kallade Fornvättern snördes av från Yoldiahavet för ungefär 11 000 år sedan. Vattenståndet i Motala steg sedan successivt, genom att Vätternsänkan ”tippade” mot söder, tills det nådde tröskeln i Motala där vattnet började rinna mot det som idag är sjön Boren.

## Strömmens betydelse för Norrköping

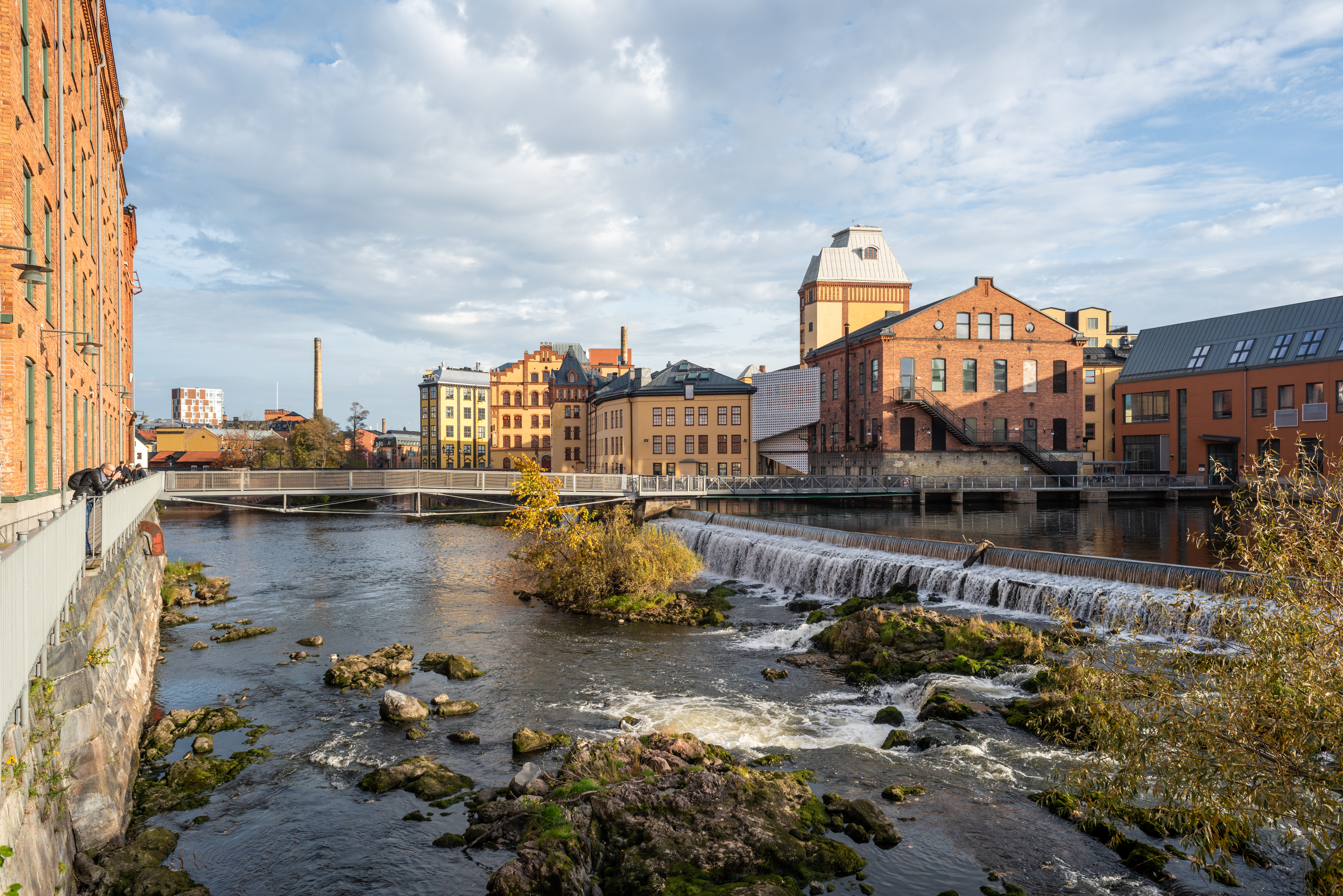
Industrilandskapet längs Motala ström i Norrköping.

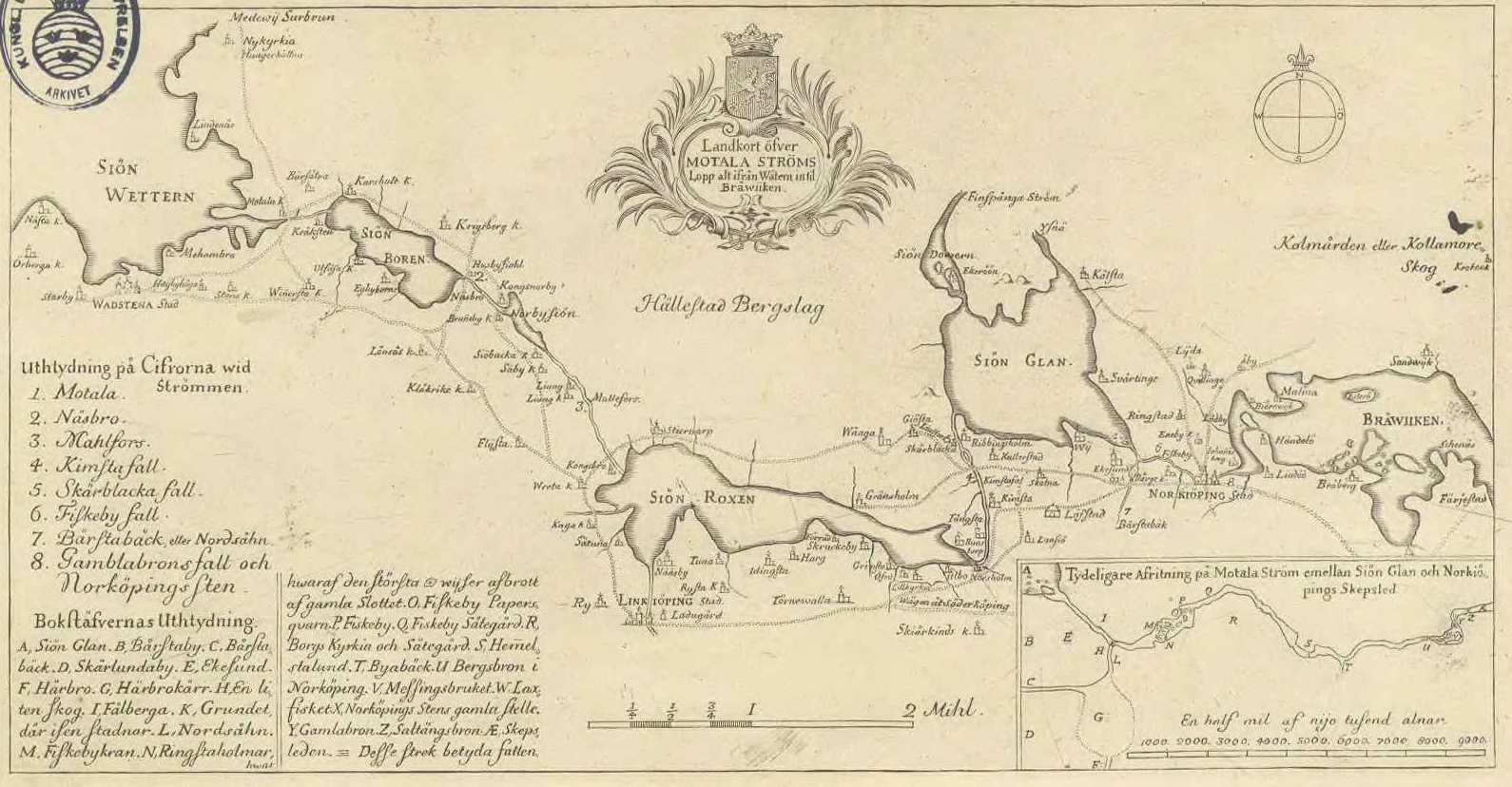
Äldre karta över Motala ströms väg från Vättern till Bråviken.

I Norrköping har strömmen varit av stor betydelse, då man ända sedan medeltiden har nyttjat dess forsar för kvarnar och industrier av olika slag.  Inte enbart denna kuststad har lagt vikt åt vattendraget.  Åtminstone sedan medeltiden har man vid denna vattenled till det inre av Östergötland byggt mängder av fästen och herresäten för att behålla kontrollen över vilka som har farit på den, men även för att själva kunna använda sig av Motala ström. T.ex. är Motala Hus, Charlottenborg, Kungs Norrby, Ljungs slott, Kungsbro, Norsholms herrgård, Ringstaholm, Borg, Himmelstalunds herrgård och Johannisborg belägna vid dess strand.  Även det forna Norrköpingshus låg vid den dåvarande vattenspegeln.  Indirekt, via strömmens lopp genom sjöar, ända från Vättern till Östersjön, ligger idag även Ulvåsa, Stjärnorps slott och Grensholm.
Det är även intressant att notera att en hällristning i Norrköping, inristad vid Motala ström, har ett motiv som visar hur ett par hästar drar en båt i strömmen, eventuellt över eller förbi forsarna.  På liknande sätt berättar namnet Drag i Norrköping - vilket hos gemene man lever kvar i Drags fabriker - om hur forna bebyggare och resenärer i denna del av Östergötland drog båtar på land, såsom vikingarna, för att komma förbi forsarna.  Detta är tecken på att man länge har använt Motala ström till att resa på.
Strömmens sträckning genom staden kallades Norrköpings ström i cirka femhundra år, men tillkomsten av Göta kanal, vilken under Baltzar von Platens ledning började byggas i Motala, fick samtiden att ändra namnet till Motala ström,[källa behövs] detta trots att Norrköping aldrig har kontakt med kanalen.  I Norrköping har man föreslagit kommunfullmäktige att återta namnet Norrköpings ström. Norrköpingsborna själva kallar i regel sin ström för "Strömmen".

## Rödlistad fiskart
Den rödlistade fisken asp finns i Motala ström .

## Kraftstationer
I Motala ströms avrinningsområde finns åtminstone 25 kraftverk, varav de största är Holmen (29 MW, 18 m), Malfors (21 MW, 28,5 m), Motala Ström (12 MW, 15,3 m) och Skärblacka (10,5 MW, 9 m).

## Bildgalleri

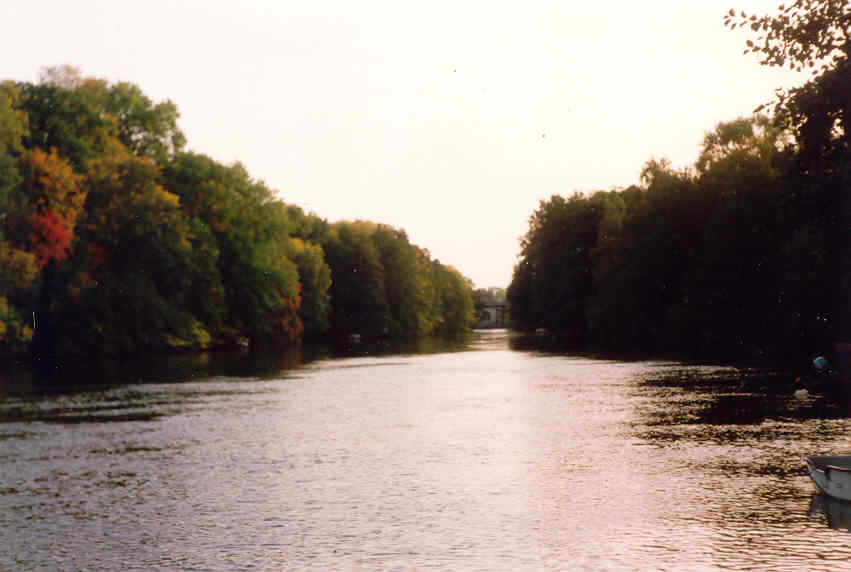
Motala ström i Motala, innan den rinner ned i sjön Boren (foto från 1992).
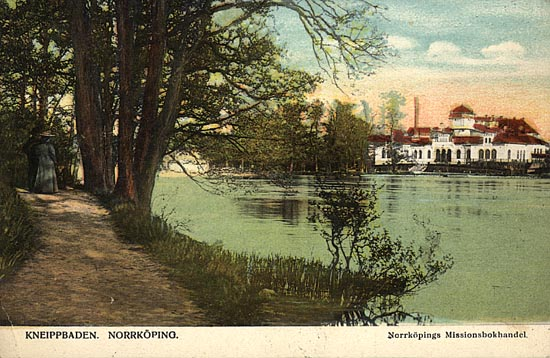
Kneippbaden i Norrköping 1906 − Motala ström rinner förbi vid Åbackarna.
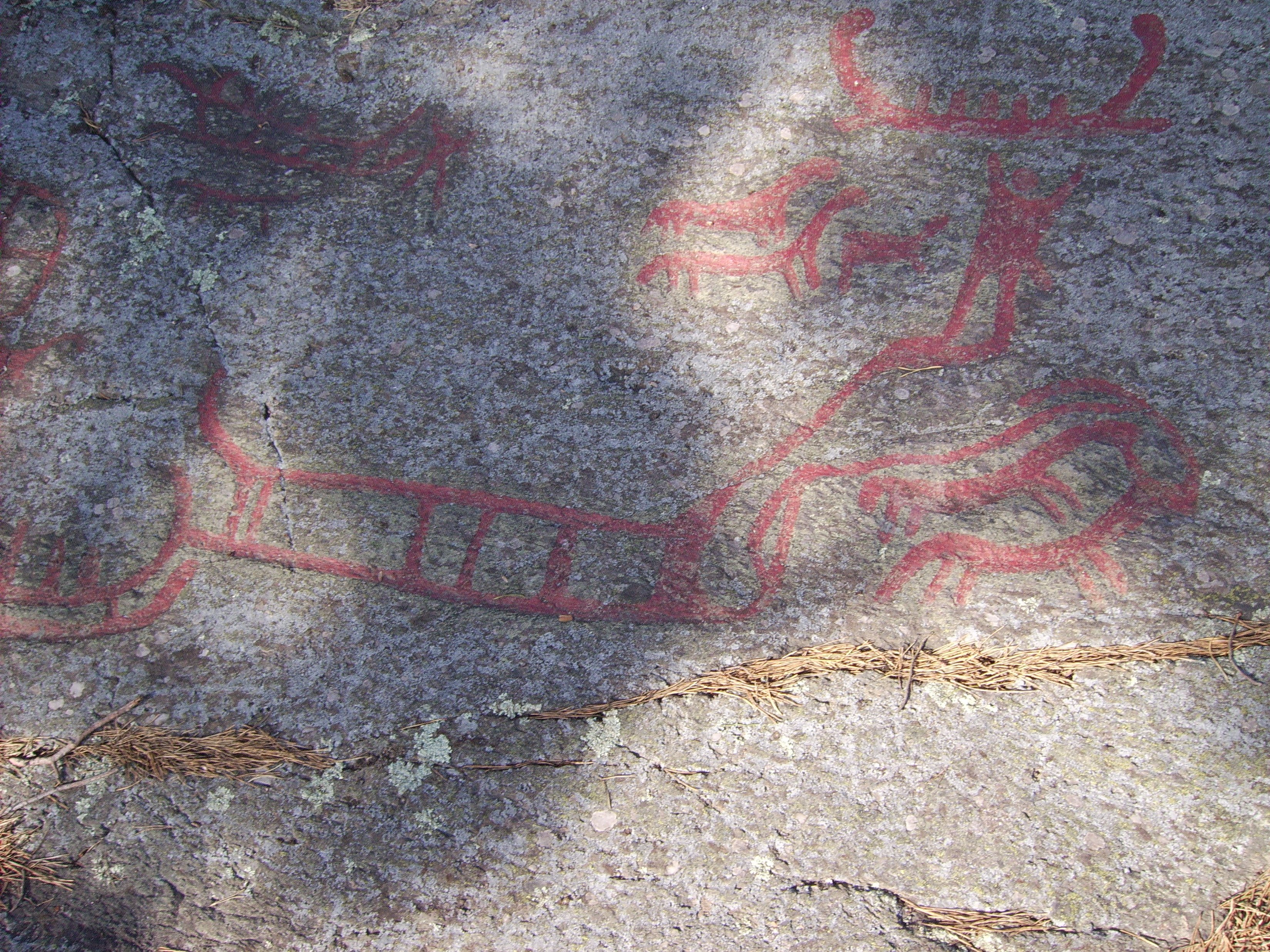
En hällristning vid Ekenberg i Norrköping, som visar hur ett par hästar drar en båt. Ekenberg låg under bronsåldern vid Motala ström.
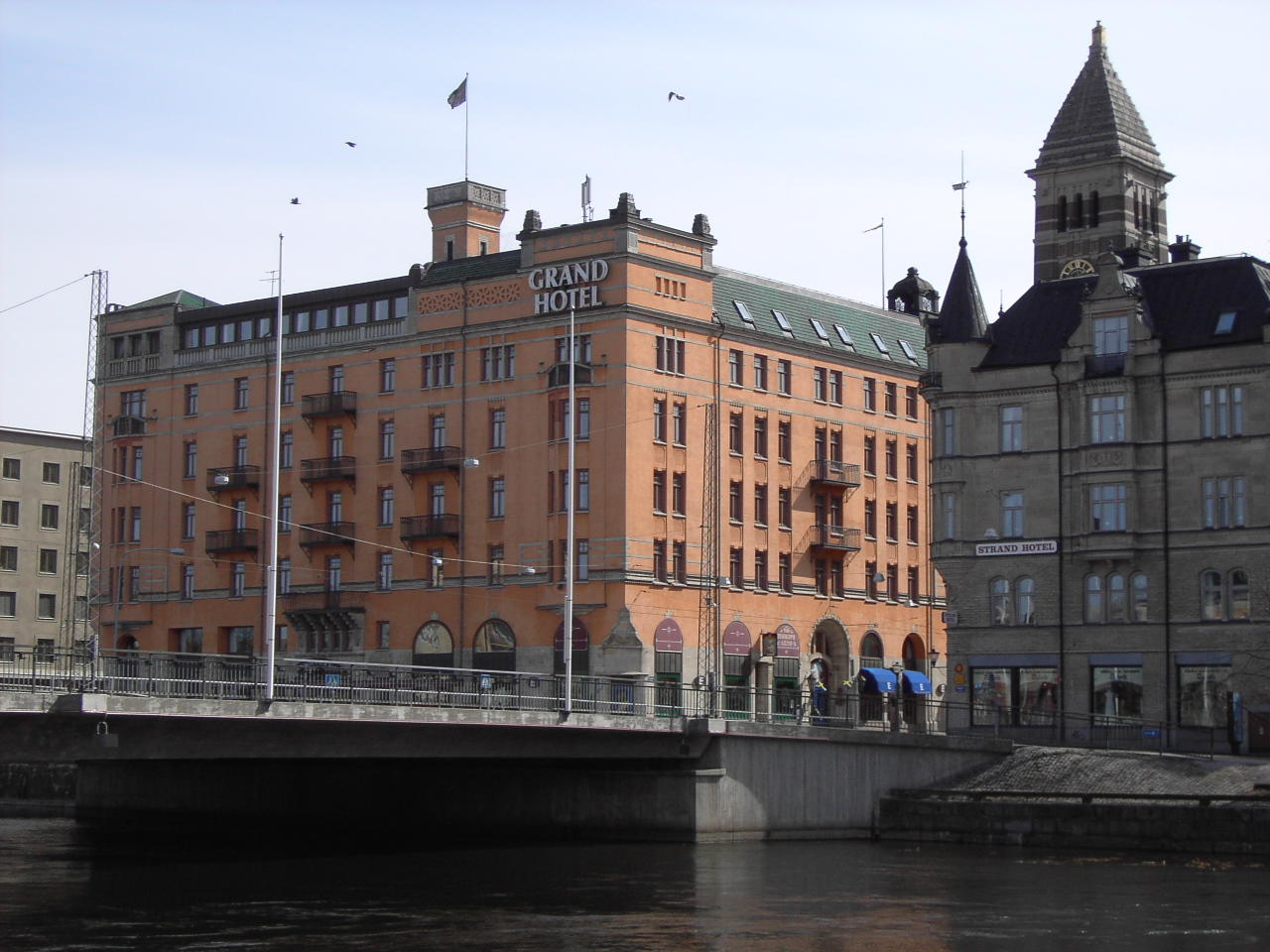
Saltängsbron korsar Motala ström i centrala Norrköping. I bakgrunden Grand Hotel, Lawskihuset och Rådhustornet.